# Richard Ettinghausen
Richard Ettinghausen (né le 5 février 1906 à Francfort dans l'Empire allemand et mort le 2 avril 1979 à Princeton aux États-Unis) est un historien d'art de formation allemande, naturalisé américain et spécialiste de l'art islamique et notamment de l'espace persan islamique.

## Carrière
Ettinghausen  est diplômé de l'université Goethe de Francfort après avoir passé sa thèse en 1931 auprès de Carl Becker, puis entre au musée d'art islamique de Berlin. Il maîtrise alors les fondements de la langue persane, du syriaque, de l'araméen, de la langue arabe et de l'hébreu. Issu d'une famille juive, il quitte l'Allemagne en juin 1933 à cause de l'interdiction faite aux Juifs d'enseigner dans les universités et de travailler dans les musées (il a été exclu début 1933 du musée d'art islamique, malgré le soutien de ses collègues), pour émigrer en Grande-Bretagne, où il poursuit ses études à Londres sur la langue, la culture et l'art persans, auprès de Vladimir Minorsky et E. Denisson Ross. Il est employé par l'Oxford University Press qui publie une Survey of Persian Art, sous la direction d'Arthur Upham Pope. Il est envoyé en 1934 à New York par la maison d'édition et s'y installe définitivement. Il devient professeur à l'université du Michigan d'Ann Arbor (1938-1944). Ensuite il est conservateur de la Freer Gallery of Art de Washington pendant la plus grande partie de sa carrière (1944-1966). Il fait d'importantes acquisitions et organise des expositions dont l'une des plus marquantes est 7,000 Years of Iranian Art (1964-1965). Il est nommé en 1966 professeur d'art islamique à l'Institute of Fine Arts de l'université de New York. Parallèlement, il s'occupe à partir de 1969 du département d'art islamique du Metropolitan Museum of Art en tant que consultant (Consultative Chairman).
Il est fait en 1975 chevalier de l'ordre Pour le Mérite. Il meurt d'un cancer en 1979.

## Quelques publications
- (en) Studies in Muslim Iconography I: The Unicorn, 1950
- (en) Studies in Muslim Iconography I: From Byzantium to Sasanian Iran and the Islamic World, 1972
- (en) Islamic Art and Archaeology, 1951 (essai)
- (en) Islamic Art, traduit en allemand : Islamische Kunst, 1959 (L'Art islamique)
- (en) Arabian Painting, traduit en allemand : Arabische Malerei, 1962 (La Peinture arabe)
- (en) Art Treasures of Turkey, traduit en allemand : Die Türkei und ihre Kunstschätze, 1966 (La Turquie et ses trésors artistiques)
- (en) Islamic Art and Archaeology: Collected Papers, 1984, posthume